# Star Trek: Armada II
Star Trek: Armada II est un jeu vidéo de stratégie en temps réel développé par Mad Doc Software et édité par Activision, sorti en 2001 sur Windows.

## Accueil
| Star Trek: Armada II  |      |       |
| Média                 | Pays | Notes |
| Computer Gaming World | US   | 2.5/5 |
| GameSpot              | US   | 71 %  |
| PC Gamer UK           | GB   | 60 %  |